# Museum voor Kunstnijverheid (Boedapest)
Het Museum voor Kunstnijverheid (Iparművészeti Múzeum) is een museum in het 9ste district van de Hongaarse hoofdstad Boedapest. Het museum, dat sinds 1872 bestaat, is sinds 1896 gevestigd in een monumentaal gebouw van Ödön Lechner en Gyula Pártos. Dit gebouw werd in 2017 gesloten voor een ingrijpende restauratie en zal op zijn vroegst in 2027 weer open gaan. In de tussentijd wordt een deel van de collectie tentoongesteld in de villa György Ráth. Het museum beschikt over collecties meubels, keramiek en glas, hedendaags design, boeken, smeedwerk en textiel en mode.

## Geschiedenis
Het museum werd in 1872 gesticht op initiatief van archeoloog en kunsthistoricus Flóris Rómer, naar het voorbeeld van soortgelijke musea in Londen en Wenen. Net als aan deze beide musea, het South Kensington Museum en het k. k. Österreichisches Museum für Kunst und Industrie, was aan het Mű- és Iparmúzeum (Museum voor Kunst en Industrie) ook een onderwijsinstelling verbonden. In 1873 werd op de Wereldtentoonstelling in Wenen voor 30.614 forint aan kunstnijverheid aangekocht, waarmee de basis voor de collectie werd gelegd. Tot 1877 werd de collectie tentoongesteld in het trappenhuis van het Nationaal Museum, waarna deze naar de Oude Kunsthal (Régi Műcsarnok) van de Képzőművészeti Társulat (Genootschap voor Beeldende Kunst) verhuisde. Vanwege de groeiende collectie werd in 1890 een prijsvraag uitgeschreven voor nieuwbouw voor zowel het museum als de School voor Kunstnijverheid (Iparművészeti Tanoda), de voorloper van de huidige kunstuniversiteit MOME.
Het winnende ontwerp was van Ödön Lechner en Gyula Pártos, vertegenwoordigers van de Hongaarse variant van de jugendstil. Het ontwerp verwijst zowel naar oosterse architectuur en naar Hongaarse volkskunsttradities. Het gebouw is vanbinnen en vanbuiten bekleed met tegels van de Zsolnay-fabriek. De opening van het gebouw had in mei 1896 het sluitstuk moeten zijn van de festiviteiten rond het Hongaarse Millennium, maar de oorspronkelijke datum werd niet gehaald. Op 25 oktober 1896 werd het door koning Frans-Jozef alsnog geopend.